# Yvré-le-Pôlin
 Yvré-le-Pôlin  es una población y comuna francesa, situada en la región de Países del Loira, departamento de Sarthe, en el distrito de La Flèche y cantón de Le Lude.

## Demografía
| Gráfica de evolución demográfica de Yvré-le-Pôlin entre 2006 y 2018 |
|                                                                     |

Fuentes: INSEE.